# Walter Norman Haworth
Walter Norman Haworth (ur. 19 marca 1883 w Chorley, zm. 19 marca 1950 w Birmingham) – brytyjski chemik, profesor uniwersytetów w Newcastle i Birmingham (od 1925 roku).
Prowadził prace badawcze nad węglowodanami (oznaczenia stopnia polimeryzacji w przypadku polisacharydów, nowy wzór dla glukozy), oraz udowodnieniem struktury piranowej cukrów prostych. Badał witaminę C.
W 1937 roku, wraz z Paulem Karrerem, otrzymał Nagrodę Nobla w dziedzinie chemii.